# Lądownik

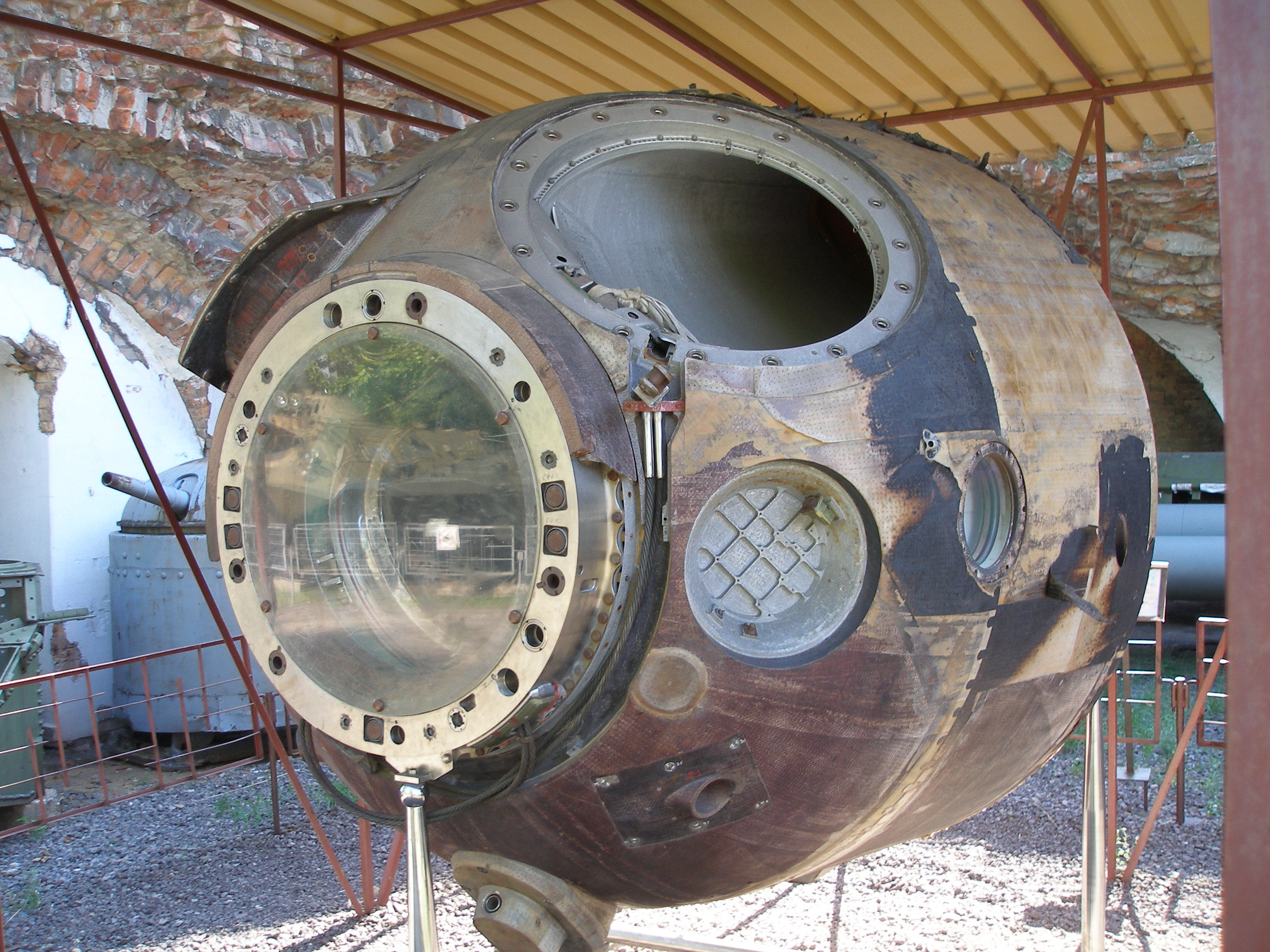
Lądownik Sojuz 30 w Muzeum Polskiej Techniki Wojskowej w Warszawie

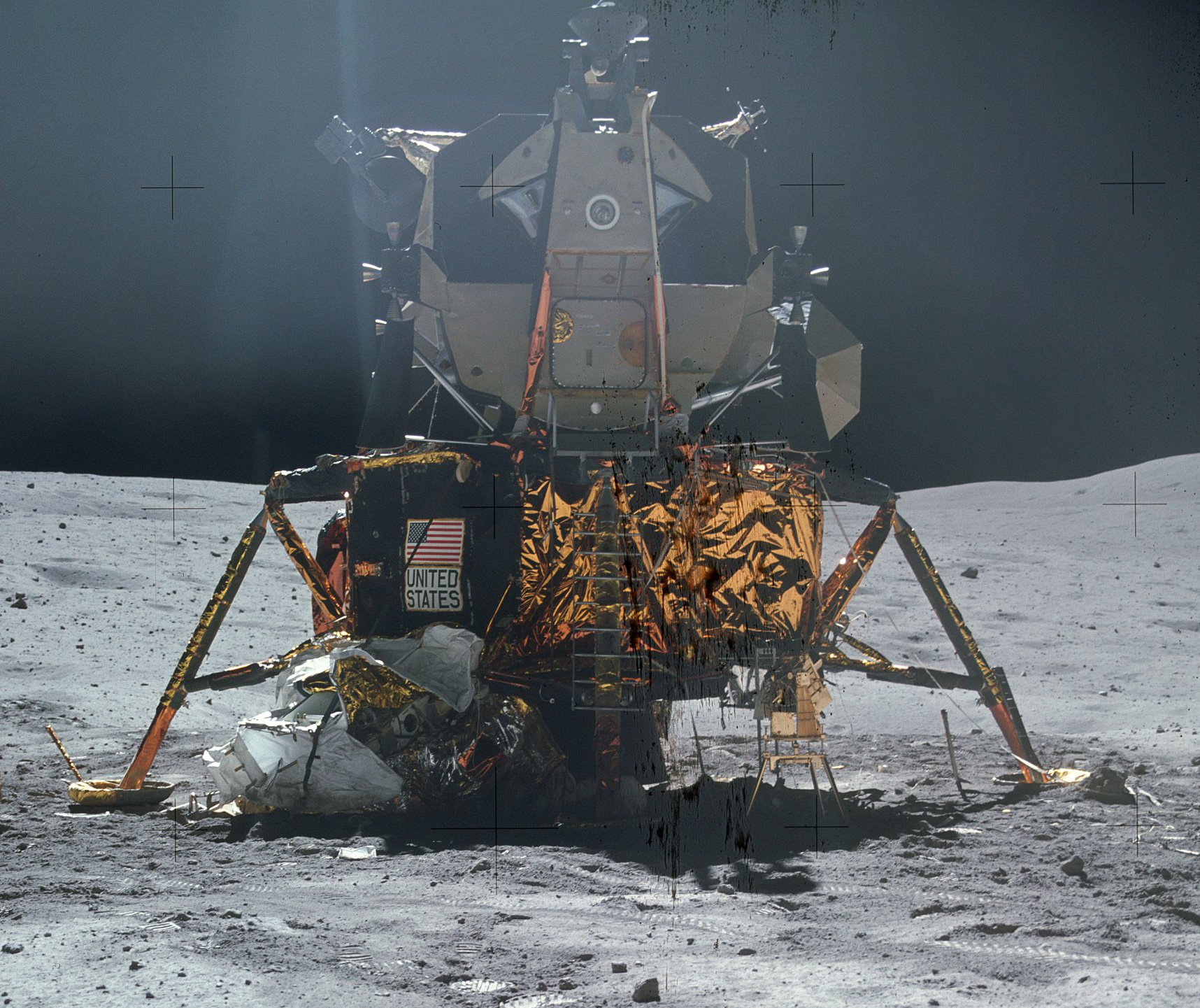
Lądownik księżycowy misji Apollo 16

Lądownik – część statku kosmicznego lub sondy kosmicznej, która po oddzieleniu się od statku macierzystego ląduje na planecie, księżycu, planetoidzie lub jądrze komety. Lądownik może służyć również do opuszczenia na powierzchnię ciała niebieskiego robotów lub ludzi (np. Apollo 11). Aparatura badawcza lądownika ma za zadanie dostarczenie szczegółowych danych o składzie chemicznym i właściwościach fizycznych atmosfery (o ile takowa istnieje) i powierzchni ciała niebieskiego, wykonanie zdjęć bądź filmów, badanie możliwości istnienia życia pozaziemskiego (np. lądowniki programu Viking) i inne.
W celu bezpiecznego wylądowania lądownik musi zmniejszyć swoją prędkość. Do hamowania wykorzystuje się atmosferę ciała (np. lądowanie na Ziemi, Wenus lub Marsie). Po zmniejszeniu prędkości można użyć kilku rodzajów spadochronów. W końcowej fazie lądowania uderzenie o powierzchnię planety może być złagodzone przez silniki rakietowe, odpowiednie poduszki powietrzne (jak w przypadku misji Mars Pathfinder, Spirit i Opportunity), lub amortyzatory. 
W lądowaniu na ciałach pozbawionych gęstej atmosfery (np. Księżyc) hamowanie przebiega praktycznie cały czas z użyciem silników rakietowych. 
Stabilizację lądownika podczas lądowania zapewniają małe silniki rakietowe lub stateczniki aerodynamiczne.